# Matinera coronada de Sri Lanka
La matinera coronada de Sri Lanka (Pellorneum fuscocapillus) és un ocell de la família dels pel·lorneids (Pellorneidae).

## Hàbitat i distribució
Habita boscos densos de les terres baixes a Sri Lanka.